# Förvaltare (befäl)
Förvaltare (förkortning: Fv) är en specialistofficersgrad i den svenska försvarsmakten. Mellan 1936 och 1972 var det den högsta underofficersgraden i den svenska armén. Graden återinfördes 2009 och är idag nivå SO-8. Jämförbar med den internationella nivån OR-8 (NATO-kod "Other Ranks").

## Förvaltare (2009-idag)
Graden återinfördes 1 januari 2009 som en specialistofficersgrad, över överfanjunkare och under regementsförvaltare (flottan och flygvapnet: flottiljförvaltare). Tjänsteställningsmässigt är förvaltaren likställd med Major. 
En förvaltare tjänstgör huvudsakligen inom någon av de tre följande befattningskategorierna; chefsstöd som en del av en ledningsgrupp, stabsmedlem i högre stab eller ämnesspecialist.

### Gradbeteckningar
Förvaltarens gradbeteckning består i armén sedan 2019 av en krona med stjärnknapp. I flottan, amfibiekåren och flygvapnet bär förvaltaren tre stycken 8 mm guldgaloner.

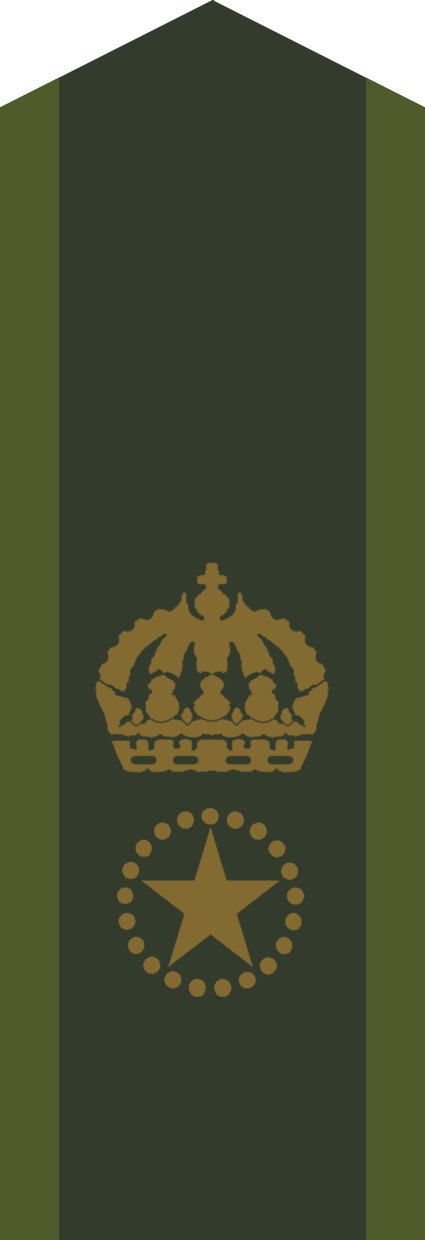
Armén (fältuniform)
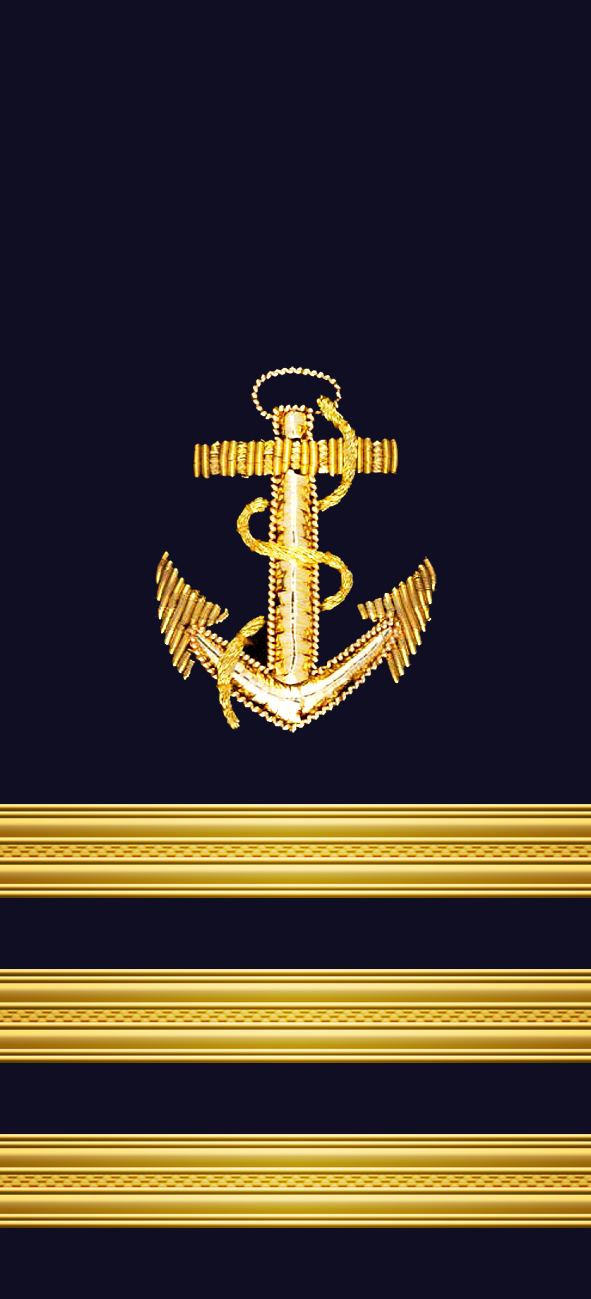
Flottan (uniform m/87)
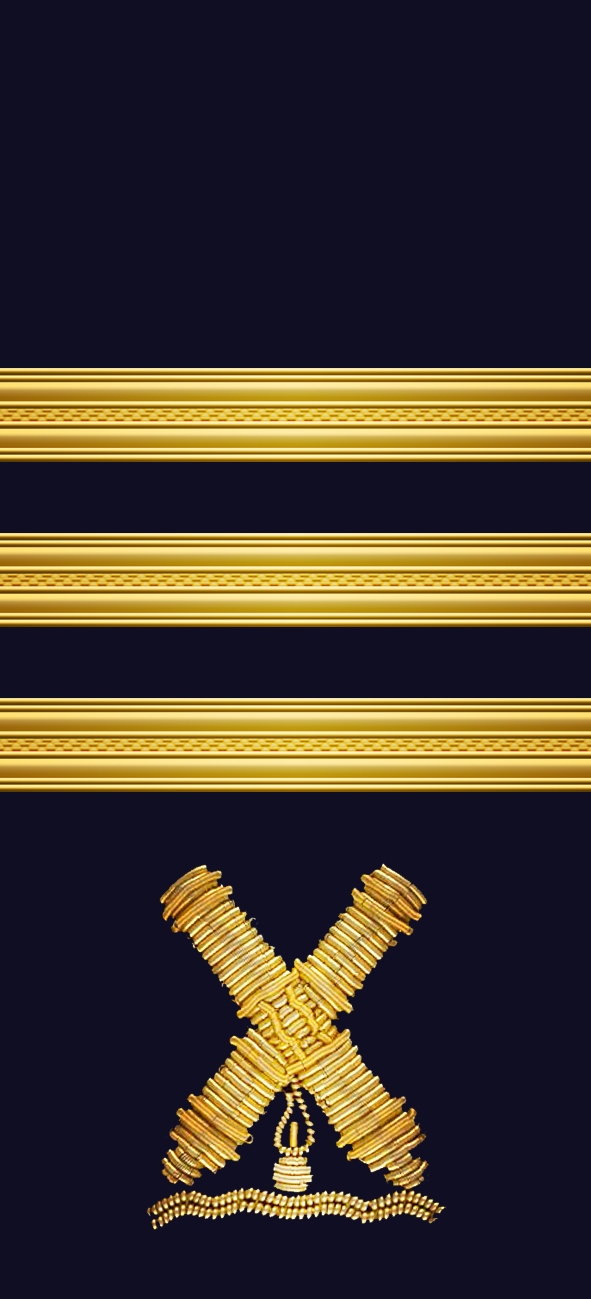
Amfibiekåren (uniform m/87)
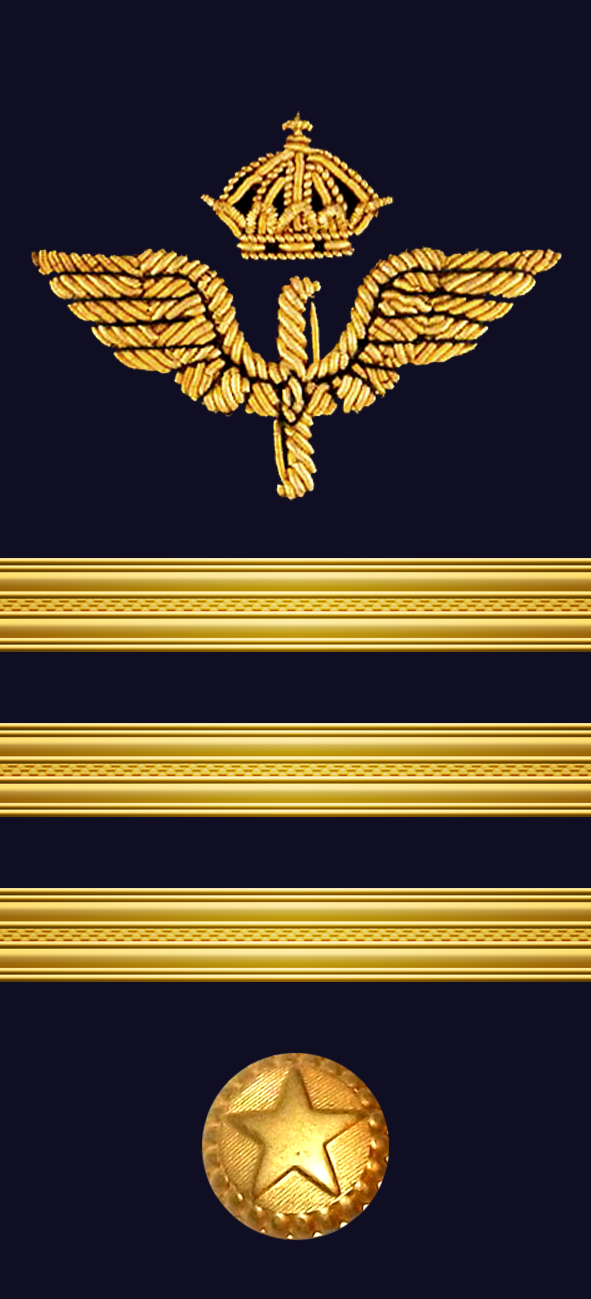
Flygvapnet (uniform m/87)

### Gradbeteckning på ärm

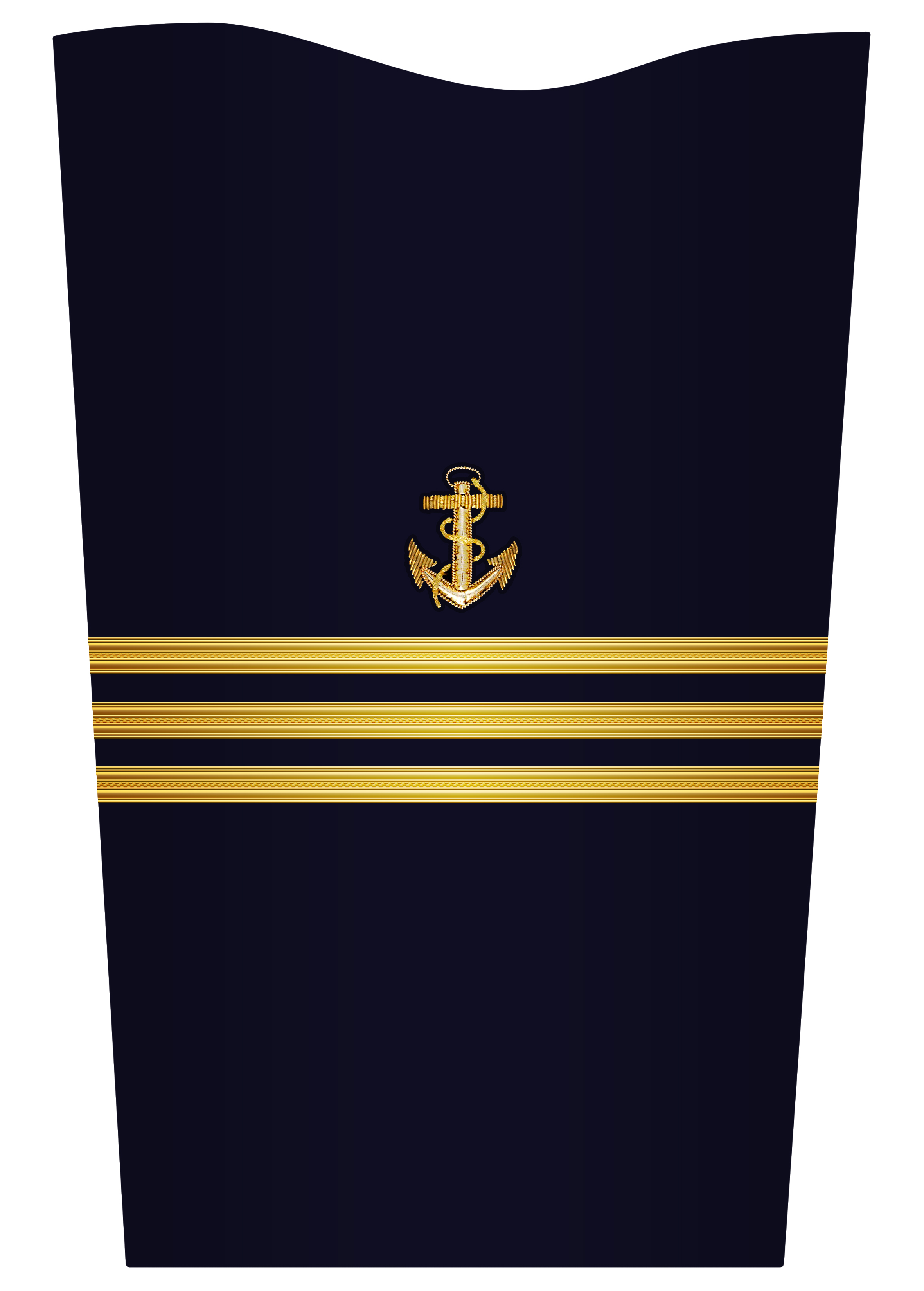
Flottan (innerkavaj m/48, mässdräkt)
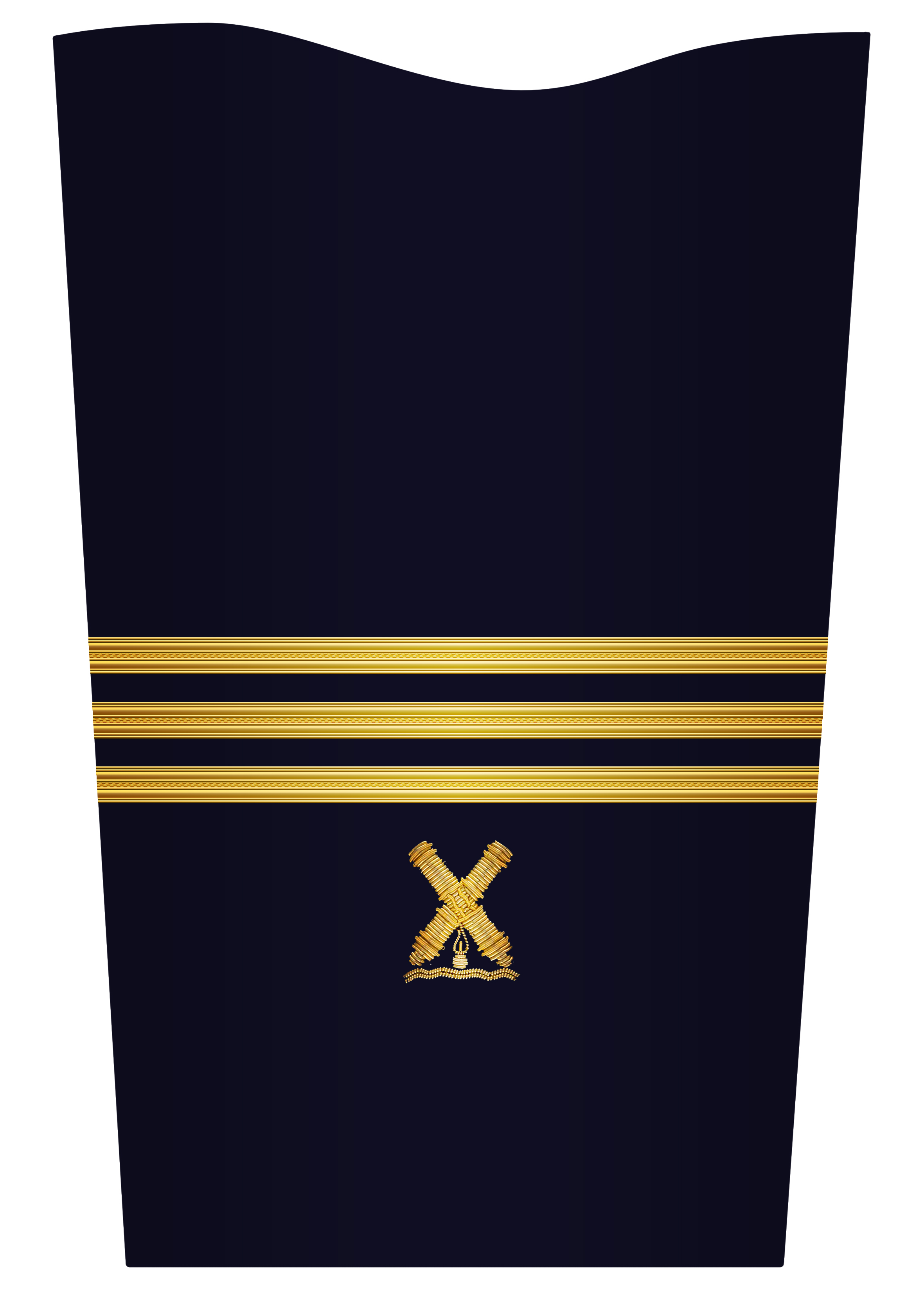
Amfibiekåren (innerkavaj m/48, mässdräkt)
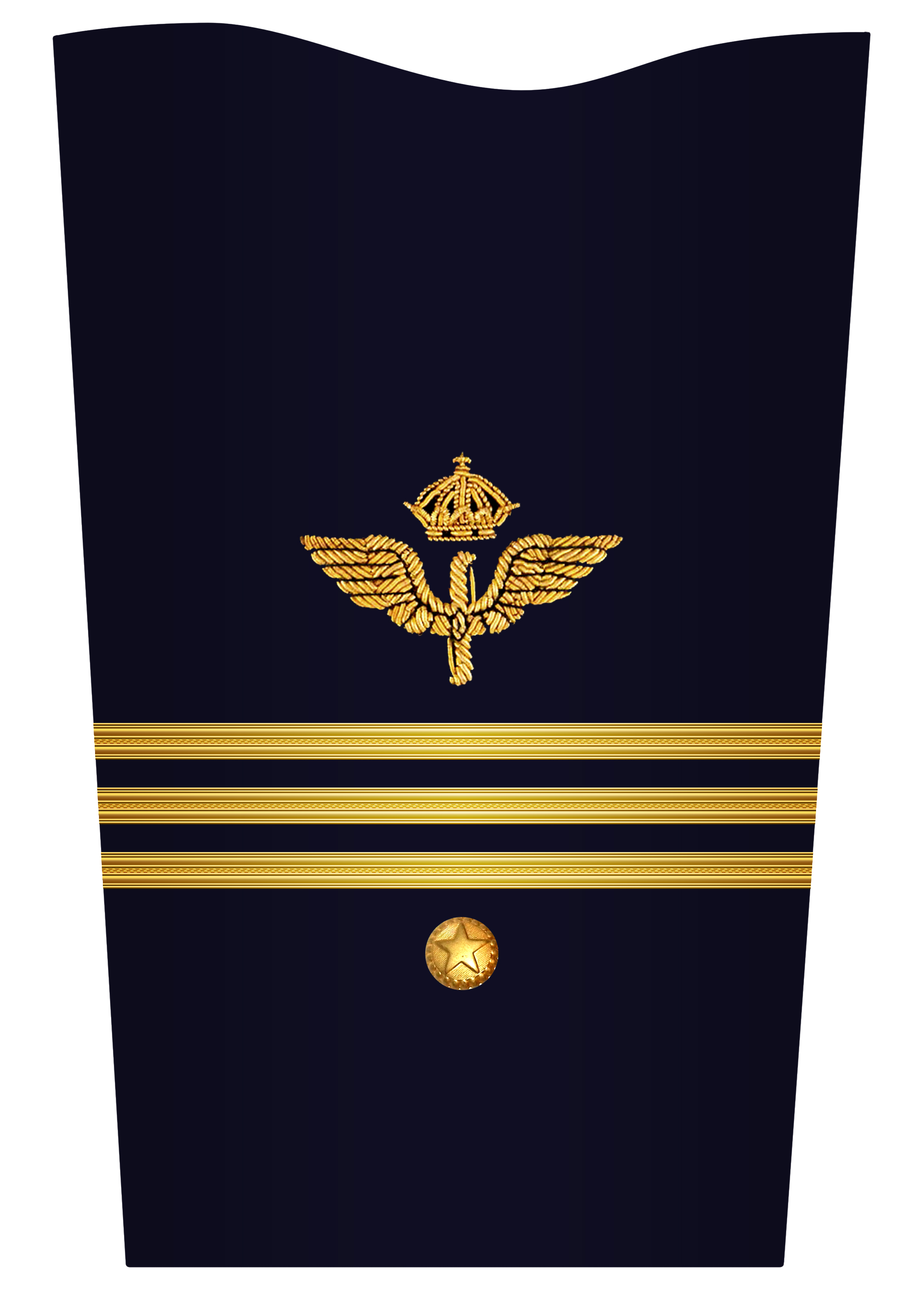
Flygvapnet (mässdräkt)

### Gradbeteckning på huvudbonad

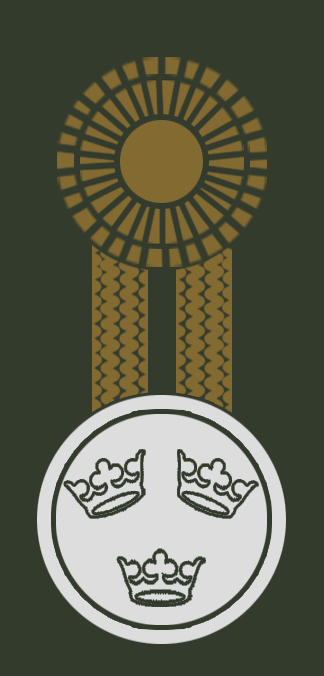
Armén (fältmössa 90, pälsmössa m/58)
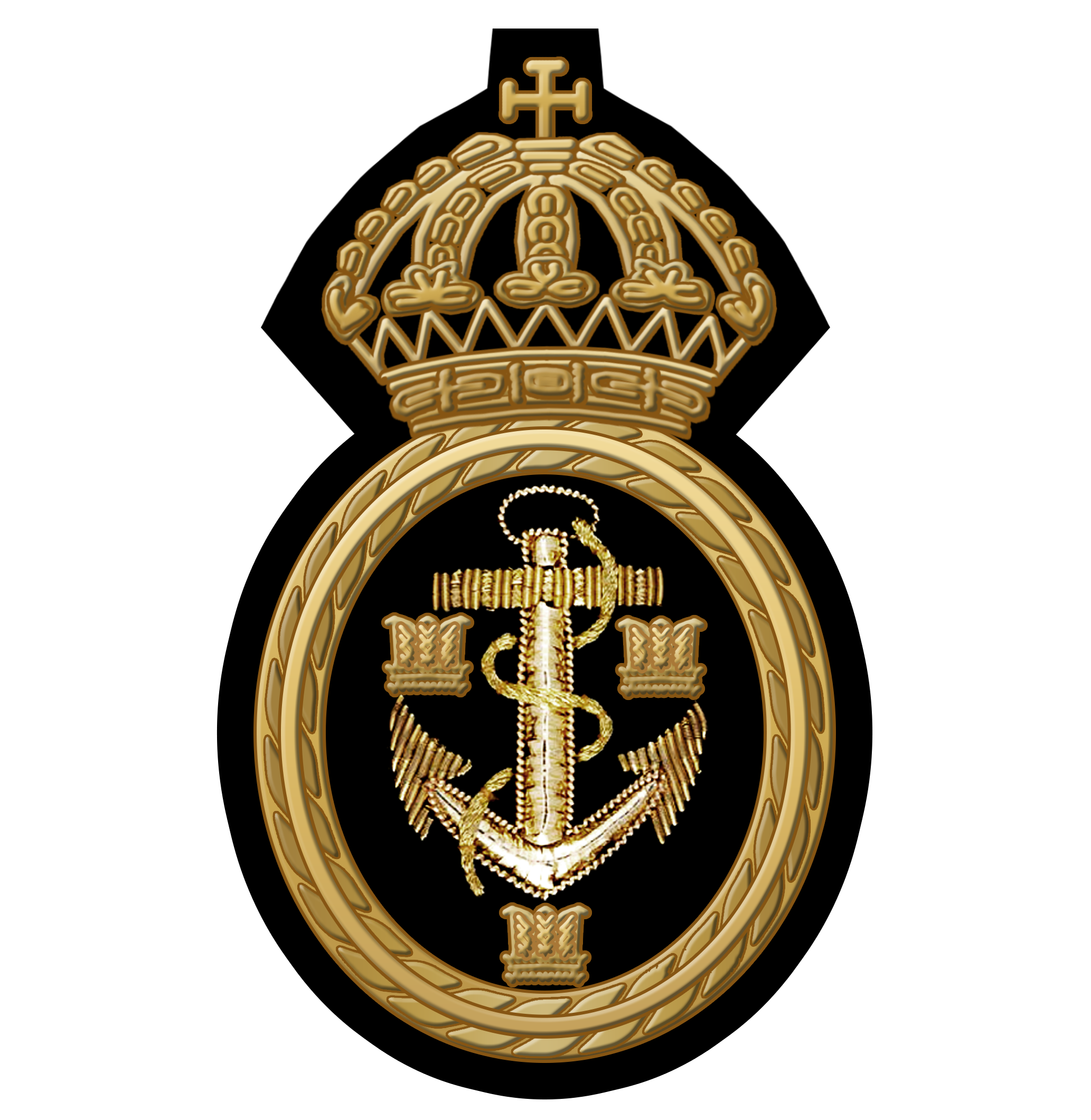
Flottan (skärmmössa m/78, båtmössa m/48)
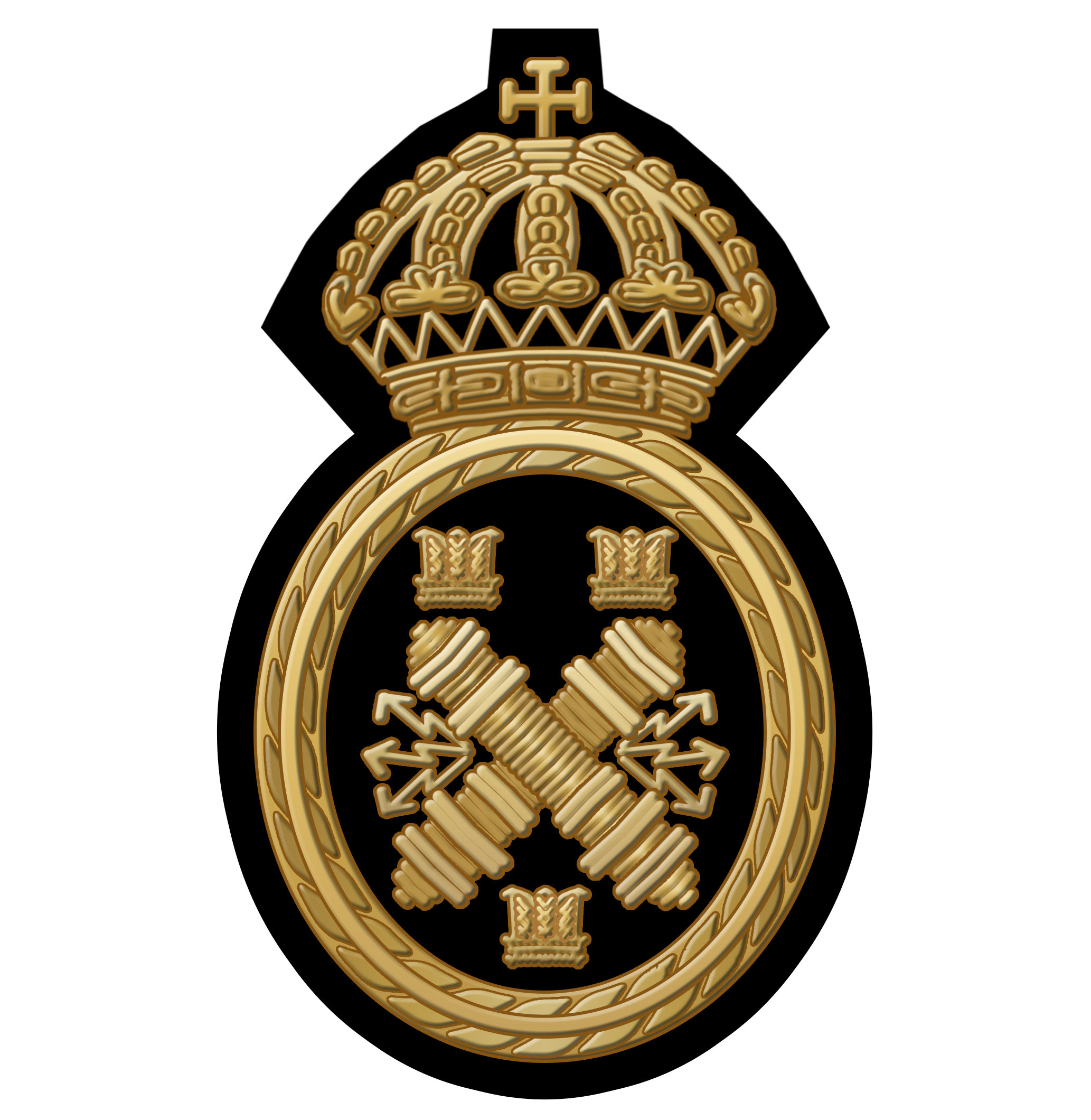
Amfibiekåren (skärmmössa m/87, båtmössa m/48)

## Historik
1945 fick förvaltare tjänsteställning mellan löjtnant och kapten. Från början av 1960-talet till 1972 förekom det att förvaltare placerades som kompanichefer i grundutbildnings- och krigsförband, liksom i kompanier i FN-tjänst.

### Tjänsteställningsreformen 1972
Vid tjänsteställningsreformen 1972 blev underofficerare kompaniofficerare. Förvaltarna blev då kaptener i kompaniofficerskåren. Graden förvaltare avskaffades därmed. Vid den nya befälsordningen 1983 förblev kaptenerna i kompaniofficerskåren kaptener, men nu i yrkesofficerskåren.

### Historiska gradbeteckningar[2]

#### Uniform m/39
Förvaltare bar två små stjärnor m/39 på axelklaffarna.
Mössmärke m/40
Mössmärke m/40 anbringades på pälsmössa m/09, fält- och permissionsmössa m/39, fältmössa m/42 kv, vintermössa m/43 samt motorhuva m/44. Underlaget är ellipsformat och i färgen gråbrungrönt och fanns även i vitt som vintermodell. Förvaltare bar på mössmärke m/40 en nationalitetsbeteckning m/41 och två beläggningssnören m/39.

#### Ändringar 1946 - stjärnknappen införs
Gradbeteckningssystemet ändrades 1946 och stjärnknapp m/45 infördes. Förvaltare fick tre stjärnknappar istället för två stjärnor.
Mössmärket m/40 ändrades även här till mössmärke m/46 för att inkludera tre beläggningssnören m/39 och tillägget av en knapp m/39.

#### Kragspegel m/58
Kragspegeln är tillverkad av textilband och har tre gröna längsgående fält. Förvaltare bär tre stjärnknappar som idag. Förvaltargraden bars inte mellan 1972 och 2008.

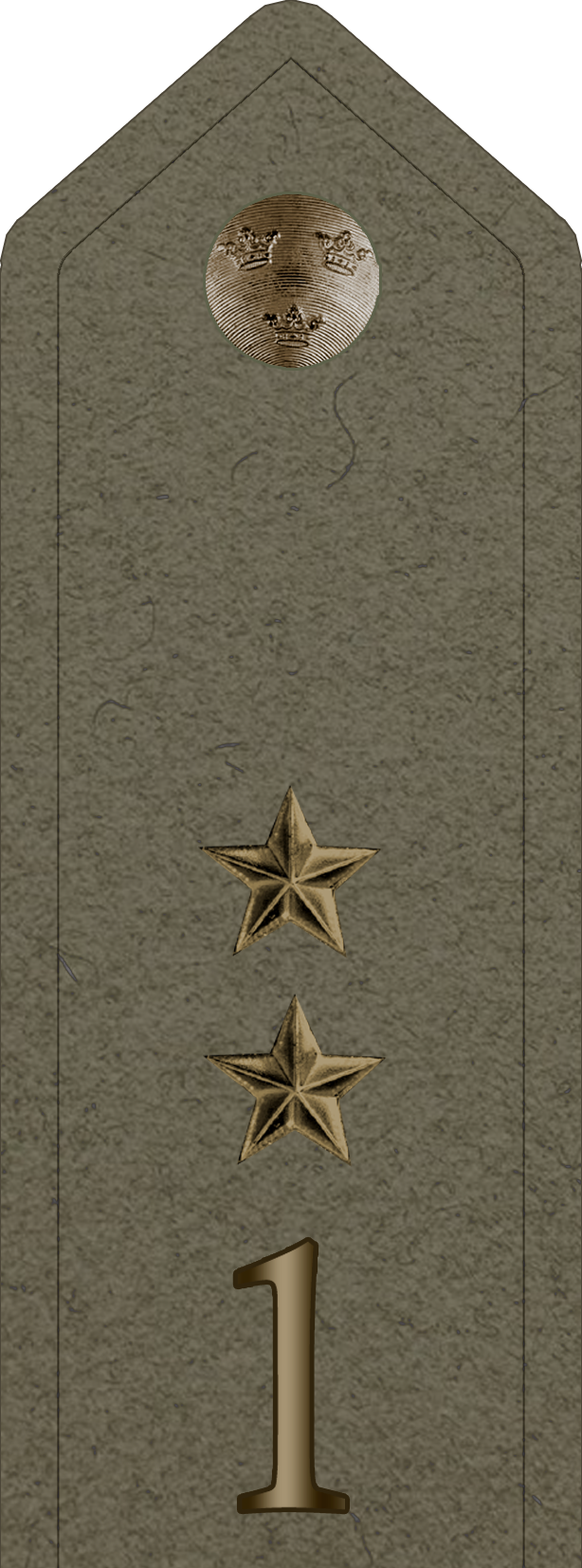
Förvaltare 1939-1946
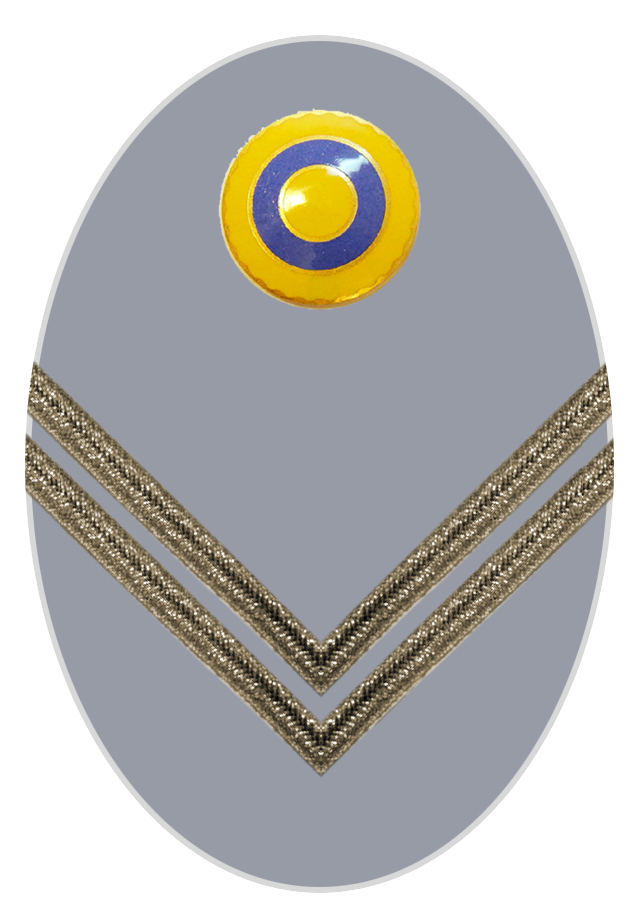
Förvaltare 1940-1946
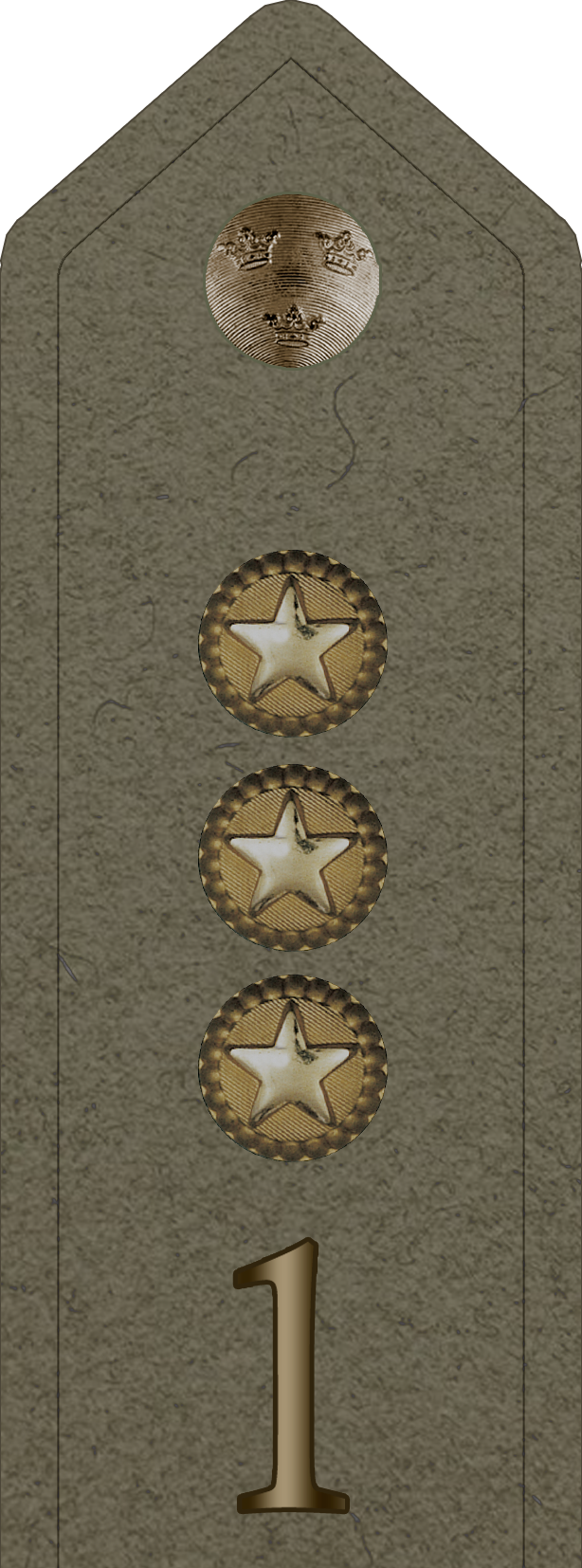
Förvaltare efter 1946
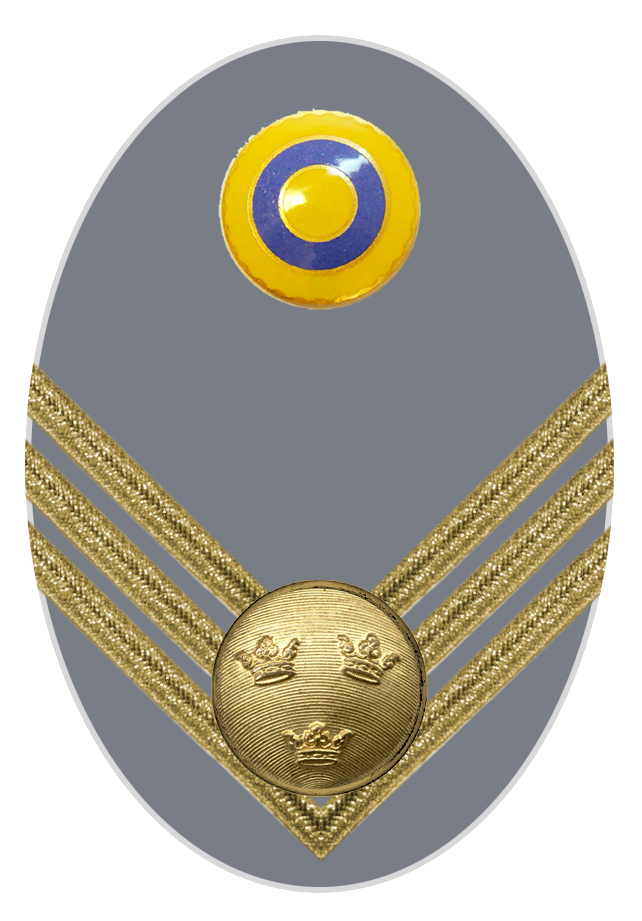
Förvaltare efter 1946
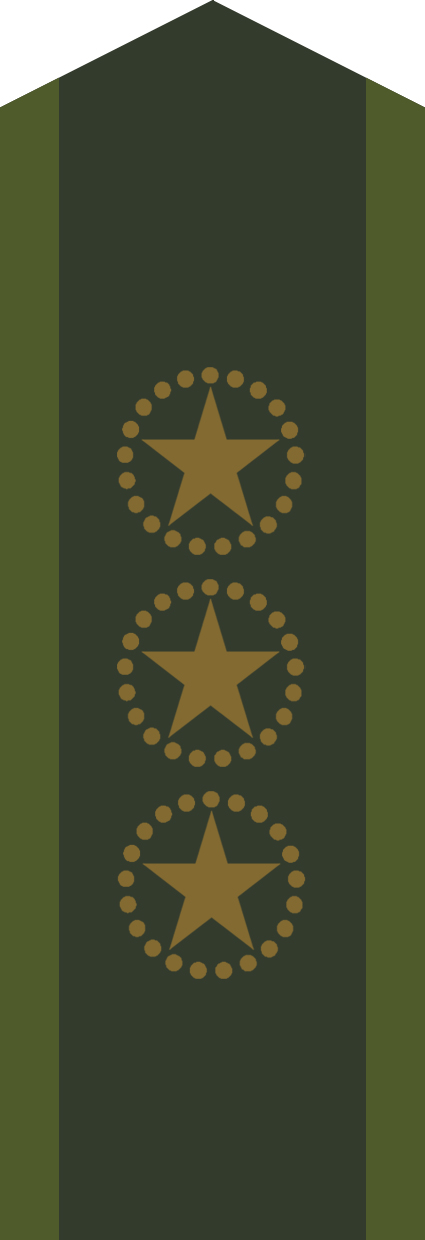
Förvaltare 1958-1972, 2009-2019

## Internationella jämförelser
Förvaltare översätts till Sergeant Major på engelska. Graden är av Försvarsmakten inplacerad i NATO-nivån OR-8, vilket motsvarar Master Sergeant i USA:s armé och marinkår, medan det motsvarar Senior Master Sergeant i USA:s flygvapen och Senior Chief Petty Officer i flottan. Warrant Officer Class 2 i brittiska armén, Stabsfeldwebel i Bundeswehr och Adjudant och Adjudant-chef i franska armén. Bland grannländerna  motsvar graden Seniorsergeant i Danmarks armé, överfältväbel i Finlands armé, stabiveebel i den estniska armén, Adjutant-Unteroffizier i den schweiziska armén samt Oberstabswachtmeister i Bundesheer.